# Marienbrunnen (Altötting)
Der Marienbrunnen ist eine Brunnenanlage in der oberbayerischen Kreisstadt Altötting.

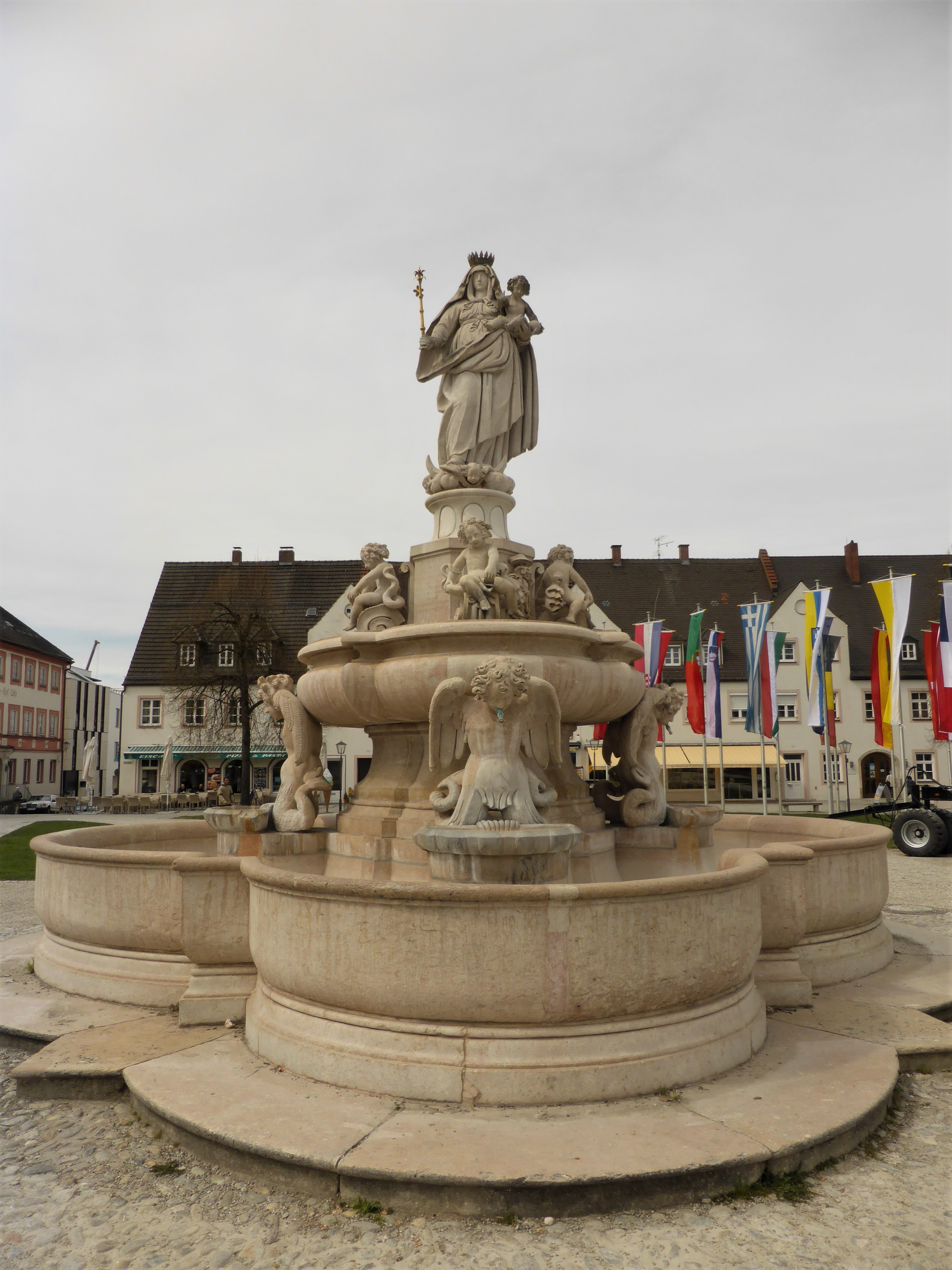
Marienbrunnen, Altötting

## Beschreibung
Der italienische Baumeister Santino Solari schuf die barocke Anlage 1637. Sie befindet sich in der Mitte des Kapellplatzes.
Der Brunnen steht unter Denkmalschutz.

## Einzelnachweis
1. ↑  Sehenswürdigkeiten in Altötting auf www.altoetting.de

Koordinaten: 48° 13′ 35″ N, 12° 40′ 32,5″ O